# Agneta
Agneta of Agnetha is een Nederlandse, Zweedse en Roemeense meisjesnaam. Het is een variant van de naam Agnes (Grieks ἁγνή, hagnē) die "kuis, zuiver, heilig" betekent.

## Bekende naamdraagsters
- Agneta de Graeff van Polsbroek, onder meer schoonmoeder van Johan de Witt
- Isabella Agneta Elisabeth van Tuyll van Serooskerken beter bekend als Belle van Zuylen
- Agneta Matthes, fabrikant van parfums en echtgenote van Jacques van Marken
- Agnetha Fältskog, zangeres van de Zweedse popgroep ABBA